# Appleseed (OVA)
Appleseed (アップルシ－ド, Appurushîdo) é um anime OAV do gênero cyberpunk. Produzido em 1988 pela Bandai Visual, o anime é uma adaptação do mangá de mesmo nome. O história do anime é bastante diferente da do mangá, tendo apenas cenários e personagens em comum.

## Recepção
Chris Beveridge do Mania deu ao OVA uma crítica mista afirmando "O enredo, embora simplista, funciona muito bem como uma história paralela para o mangá." Paul Jacques também do Mania, também deu uma crítica semelhante ao compará-lo ao filme de 2004 afirmando, "Este lançamento original tem um diálogo de roteiro ligeiramente melhor (menos frases de efeito) do que a versão de 2004, mas não tem a história de fundo para fazer você se importar com alguém. Esta versão original nunca me envolveu emocionalmente como a versão de 2004 fez: enquanto a versão de 2004 me atraiu com pathos, esta original me repele com palavrões judiciosos e reviravoltas na trama "fora do campo esquerdo."
Stig Høgset do THEM Anime Reviews criticou fortemente o OVA pelas mudanças feitas no enredo do mangá, afirmando: "É como se eles pegassem as histórias profundas do mangá e as jogassem pela janela, substituindo-as por seus típicos filmes de ação." Michael Poirier da EX Media, também fez uma crítica negativa, afirmando: "seu comprimento limitado, técnicas de animação grosseiras e trilha sonora fácil de ouvir, esta versão animada de APPLESEED falha do início ao fim." Paul Thomas Chapman da Otaku USA criticou o enredo e a animação, afirmando que "A animação é ridiculamente limitada em alguns lugares" e "A história não é particularmente envolvente." Helen McCarthy em 500 Essential Anime Movies afirmou que, embora o anime "esteja mostrando sua idade, ainda vale o espaço na prateleira." Ela criticou a tradução para o inglês, no entanto, e observou que "muitos dos nomes gregos são renderizados em um jargão em vez de inglês".